# Кубок світу із шахів
Кубок світу з шахів — шаховий турнір, організатором якого є ФІДЕ.

## Історія
Перші два турніри пройшли за участі 24 шахістів. Починаючи з 2005 року, кубок світу проходить 1 раз на 2 роки та є частиною кваліфікаційного циклу чемпіонату світу. Кількість учасників відтоді незмінна — 128 шахістів, формат турніру — олімпійська система.
У різні роки переможці, а також призери, напряму потрапляли на турнір претендентів. У 2005 році одразу 10 шахістів стали учасниками турніру претендентів. У 2013—2019 роках на турнір претендентів відібрано лише фіналістів кубка світу.
Вішванатан Ананд та Левон Аронян двічі ставали переможцями кубка світу. Крім них, двічі до фіналу потрапляли Петро Свідлер (1 перемога, 1 поразка), Руслан Пономарьов та Дін Ліжень (по 2 поразки). До четвірки найсильніших найчастіше потрапляли Руслан Пономарьов, Сергій Карякін та Максим Ваш'є-Лаграв — по 3 рази.
У 2021 році вперше відбувся турнір серед жінок.

## Переможці та призери
| Рік  | Дата            | Місце проведення  | К-ть учасників | Квал. | Переможець        | Фіналіст               | 3-є місце                                 | 4-е місце                                 |
| ---- | --------------- | ----------------- | -------------- | ----- | ----------------- | ---------------------- | ----------------------------------------- | ----------------------------------------- |
| 2000 | 1 — 13 Вер      | Шеньян, Китай     | 24             | -     | Вішванатан Ананд  | Євген Барєєв           | Борис Гельфанд та Жілберту Мілош          | Борис Гельфанд та Жілберту Мілош          |
| 2002 | 9 — 22 Вер      | Гайдарабад, Індія | 24             | -     | Вішванатан Ананд  | Рустам Касимджанов     | Олександр Бєлявський та Олексій Дрєєв     | Олександр Бєлявський та Олексій Дрєєв     |
| 2005 | 27 Лис — 17 Гру | Ханти-Мансійськ   | 128            | 10    | Левон Аронян      | Руслан Пономарьов      | Етьєн Бакро                               | Олександр Грищук                          |
| 2007 | 24 Лис — 16 Гру | Ханти-Мансійськ   | 128            | 1     | Гата Камський     | Олексій Широв          | Маґнус Карлсен та Сергій Карякін          | Маґнус Карлсен та Сергій Карякін          |
| 2009 | 20 Лис — 14 Гру | Ханти-Мансійськ   | 128            | 1     | Борис Гельфанд    | Руслан Пономарьов      | Сергій Карякін та Володимир Малахов       | Сергій Карякін та Володимир Малахов       |
| 2011 | 26 Сер — 21 Вер | Ханти-Мансійськ   | 128            | 3     | Петро Свідлер     | Олександр Грищук       | Василь Іванчук                            | Руслан Пономарьов                         |
| 2013 | 10 Сер — 4 Вер  | Тромсе, Норвегія  | 128            | 2     | Володимир Крамник | Дмитро Андрєйкін       | Євген Томашевський та Максим Ваш'є-Лаграв | Євген Томашевський та Максим Ваш'є-Лаграв |
| 2015 | 10 Вер — 5 Жов  | Баку, Азербайджан | 128            | 2     | Сергій Карякін    | Петро Свідлер          | Павло Ельянов та Аніш Гірі                | Павло Ельянов та Аніш Гірі                |
| 2017 | 2 — 27 Вер      | Тбілісі, Грузія   | 128            | 2     | Левон Аронян      | Дін Ліжень             | Максим Ваш'є-Лаграв та Веслі Со           | Максим Ваш'є-Лаграв та Веслі Со           |
| 2019 | 9 Вер — 4 Жов   | Ханти-Мансійськ   | 128            | 2     | Теймур Раджабов   | Дін Ліжень             | Максим Ваш'є-Лаграв                       | Юй Ян'ї                                   |
| 2021 | 12 Лип — 6 Сер  | Сочі, Росія       | 206            | 2     | Ян-Кшиштоф Дуда   | Сергій Карякін         | Маґнус Карлсен                            | Володимир Федосєєв                        |
| 2023 | 30 Лип — 21 Сер | Баку, Азербайджан | 206            | 3     | Маґнус Карлсен    | Рамешбабу Прагнанандха | Фабіано Каруана                           | Ніджат Абасов                             |

## Переможниці та призерки
| Рік  | Дата            | Місце проведення  | К-ть учасниць | Кваліф. | Переможниця          | Фіналістка           | 3-є місце    | 4-е місце    |
| ---- | --------------- | ----------------- | ------------- | ------- | -------------------- | -------------------- | ------------ | ------------ |
| 2021 | 12 Лип — 4 Сер  | Сочі, Росія       | 78            | 3       | Олександра Костенюк  | Олександра Горячкіна | Тань Чжун'ї  | Анна Музичук |
| 2023 | 30 Лип — 21 Сер | Баку, Азербайджан | 103           | 3       | Олександра Горячкіна | Нургюл Салімова      | Анна Музичук | Тань Чжун'ї  |